# Альона Рейхова
Альона Рейхова (чеськ. Alena Reichová, 27 липня 1933, Пльзень — 21 червня 2011, Прага) — чехословацька гімнастка, призерка Олімпійських ігор та чемпіонату світу.

## Біографічні дані
На Олімпіаді 1952 Альона Рейхова зайняла 3-є місце в командному заліку. В індивідуальному заліку вона зайняла 47-е місце. Також зайняла 6-е місце в командних вправах з предметом, 19-е — у вправах на брусах, 91-е — у вправах на колоді, 49-е — в опорному стрибку та 69-е — у вільних вправах.
На чемпіонаті світу 1954 Альона Рейхова завоювала бронзову медаль в команді.
На Олімпіаді 1956  Альона Рейхова залишилася без нагород, зайнявши 5-е місце в командному заліку та 39-е — в індивідуальному заліку. Також зайняла 7-е місце в командних вправах з предметом, 29-е — у вправах на брусах, 36-е — у вправах на колоді, 35-е — в опорному стрибку та 57-е — у вільних вправах.